# Sportpret
Sportpret vzw organiseert in Vlaanderen sport- en spelactiviteiten voor kinderen die opgroeien in een maatschappelijk kwetsbare situatie. Door het aanbod zo laagdrempelig mogelijk te maken en intensief samen te werken met sociale diensten en armoedeorganisaties slaagt Sportpret er in om kinderen en gezinnen warm te maken voor buitenschoolse activiteiten.

## Doel
De vereniging heeft tot doel, met uitsluiting van elk winstoogmerk, door sport en ontspanning de levenskwaliteit en sociale ontwikkeling van kinderen in kansarmoede te bevorderen. Daarnaast heeft de vereniging ook als doel kinderen in armoede in beeld te brengen en begeleiders die in contact komen met deze doelgroep bij te staan.

## Oprichting en groei
Sportpret vzw werd opgericht op 20 januari 2016 door Aïlan Iriks-Bickx. De eerste stad waar Sportpret startte was Antwerpen, al snel volgde Turnhout. In 2019 breidde de organisatie uit naar Sint-Niklaas en verkent het de mogelijkheden voor verdere uitbreiding. Hierbij wordt de voorkeur gegeven aan centrumsteden waarbij de problematiek van kinderarmoede groter is.
Anno 2021 is Sportpret actief in Antwerpen, Turnhout, Sint-Niklaas, Genk, Leuven en Brussel.
In 2016 bereikte de organisatie 469 deelnames, in 2017 steeg dit tot 1157 en in 2018 verdrievoudigde bijna de deelnames tot 3290. In 2019 groeide Sportpret verder naar 4123 deelnames. In 2020 werd ondanks de COVID-19 pandemie opnieuw een groei gerealiseerd met 5277 deelnames

## Organisatie
Sportpret is een non-profit die haar middelen verzamelt via giften, sponsoring en subsidies. Sportpret is erkend door de FOD Financiën om fiscale attesten uit te reiken voor giften vanaf €40. Er zijn zes medewerkers in dienst die samen met een grote groep van bijna 300 vrijwilligers de activiteiten organiseren en begeleiden.
De twee grootste projecten van Sportpret zijn Sportpretdagen tijdens de schoolvakanties en Sportpret Na School tijdens het schooljaar. Zo kunnen kinderen een heel jaar deelnemen aan activiteiten. Verder biedt Sportpret ook spelnamiddagen aan, activiteiten in buurthuizen, pleinaanbod, fietslessen, kleutersport,..

## Ambassadrice
Sinds het driejarige bestaan van Sportpret, op 20 januari 2019, is Erika Van Tielen ambassadrice van Sportpret.